# Университет Никосии
Никосийский университет (англ. University of Nicosia, греч. Πανεπιστήμιο Λευκωσίας) — самый крупный частный университет на Кипре, главный кампус которого расположен в Никосии - столице Кипра. Университет  так же имеет свои команды в Афинах, Бухаресте и Нью-Йорке. До сентября 2007 года университет был известен под другим официальным именем — Интерколледж (англ. Intercollege), — но изменил имя в связи с получением университетского признания. В Никосийском университете обучается около 11 500 студентов из 75 стран мира по программам бакалавриата, магистратуры и докторантуры.

## История
За более чем 30-летнюю историю существования, Университет Никосии зарекомендовал себя как динамичное и уважаемое международное высшее учебное заведение. Это единственный университет в Республике Кипр, имеющий свои филиалов в крупнейших города Кипра: Никосии, Лимасоле и Ларнаке.
Начиная, как небольшое учебное заведение, готовящее киприотов к профессиональным экзаменам, Университет Никосии сегодня является оживленным международным университетом, в котором студенты многих возрастов, этнического и культурного происхождения могут пройти обучение по 100+ аккредитованным программам, 28 из которых преподаются дистанционно. Университет Никосии является крупнейшим частным университетом на Кипре, в котором обучается более 11 500 студентов со всего мира.
История университета характеризуется неуклонным стратегическим ростом. Расширение списка предлагаемых программ, установление научных связей с другими вузами и профессиональными организациями, экспансия крупнейших городов Кипра, таких как Лимассол и Ларнака, высоко квалифицированный профессорский состав — все это малая доля на пути к реализации поставленной цели-стать первым и лучшим частным университетом на Кипре.

## Основание

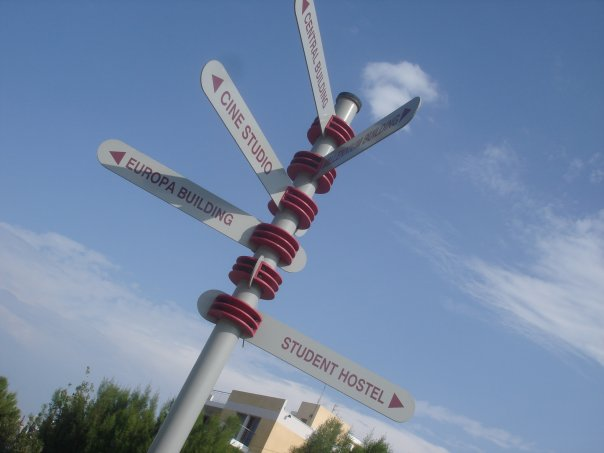
Указатель в Университете

Интерколледж был основан в 1980 году по частной инициативе, с тем чтобы подготовить студентов к экзаменам, признанным британскими профессиональными органами, такими, как Высший институт маркетинга (англ. Chartered Institute of Marketing (CIM)), а также Фондом коммуникаций, рекламы и маркетинга (англ. Communication, Advertising and Marketing Foundation (CAM)).
В 1981 году д-р Никос Peristianis, нынешний ректор Университета Никосии, был назначен директором и колледж начал расширять свои программы в направлении академических степеней. В первое десятилетие его работы, Интерколледж развил и модифицировал курсы обучения в соответствии с растущей аудитории колледжа, потребностям рынка труда Кипра, и колледжа создал миссию обеспечить качество высшего образования в разумных расходах на Кипре.
С этой целью, Интерколледж подготовил студентов для Экзаменационной программы колледжей (англ. College Level Examination Program (CLEP)), которые были приняты в Университете штата Нью-Йорк и Государственном колледже Томаса Эдисона (англ. Thomas Edison State College), несмотря на то, что у них была степень Интерколледжа. Упорным трудом и настойчивостью колледж неуклонно превратился в уважаемого кипрский колледж, который награждал своими собственными дипломами, степенями бакалавра и магистра во всех трех кампусах. В сентябре 2007 года, двадцатисемилетний Интерколледж был признан в качестве Университета, и теперь использует имя Никосийского университета. Университет продолжает предлагать ряд профессиональных программ, таких, как Ассоциация присяжных сертифицированных бухгалтеров (англ. Association of Chartered Certified Accountants (ACCA)) и Сертифицированные технические бухгалтера(англ. Certified Accounting Technician (CAT)), Высший институт банковского дела (англ. Chartered Institute of Banking) и другие.

## Общая информация
- Учебный год разделяется на семестры — на осенний (с конца сентября-начала октября до конца декабря-начала января, весенний (с конца января-начала февраля и до конца мая) и короткие летние семестры (с начала июня до середины июля, с середины июля-до конца августа, а также как вариант иногда вводится интенсивный сентябрьский короткий семестр)

- Всего есть 3 каникул. Зимой на Рождество и Новый год, весной на Пасху в несколько дней и летние каникулы, которые могут длиться до четырёх месяцев, так как летние семестры необязательные для учёбы

- Система оценок западная, которая может быть в процентах (от 0 до 100 %, проходной процент от 60 и выше), в буквенном значении (A, B, C, D и самая низкая — F, он же завал), а также интернациональная система средней оценки — GPA/CPA (от 0.0 до 4.0)

- Самый старый кампус университета находится в Никосии, но к нему постоянно делают новые пристройки и поэтому его территория расширяется. В Ларнаке до недавнего времени было старое здание, но в этом году Интерколледж Ларнаки открыл новый, большой и оборудованного кампуса. Поэтому самым неказистым, маленьким и не очень новым кажется Интерколледж Лимасола

- Обычно студенты Лимасола и Ларнаки вначале учатся 2 года в кампусах родных городов и получают начальную степень образования (диплома), после чего переходят учиться на бакалавриат и магистратуру в Никосию.

## Аккредитация и официальное признание
- Все университетские бакалаврские, магистерские и докторские степени аккредитованы Республикой Кипр согласно независимой оценки Оценочной Комиссии для частных университетов (Evaluation Committee for Private Universities (ECPU)).
- Все университетские бакалаврские, магистерские и докторские степениa официально признаны и структурированы в рамках Болонского соглашения (Bologna Accord).
- Университет Никосии является членом  Европейской Ассоциации Университетов (European Universities Association(EUA)) и Европейской Ассоциации Учреждений Высшего образования (European Association of Higher Education) (EURASHE). Университет является обладателем обоих дипломов: "Европейское приложение к диплому" (Diploma Supplement (DS) Label) и Европейской системы перевода и накопления баллов (ECTS Label).
- Университет Никосии является обладателем награды за совершенство ("Recognised for Excellence - 5 Stars"), присуждаемой Европейским фондом управления качеством (European Foundation for Quality Management (EFQM)) лидирующим европейским компаниям, добившихся исключительных результатов во всех областях своей деятельности.
- Университету Никосии присвоен 4-х звездный рейтинг в мировом рейтинге учебных заведений согласно оценке QS Intelligence Unit.   Кроме того, по оценке  QS Stars audit  Университет награжден 5 звездами по следующим категориям: преподавание,  интернационализм, дистанционное обучение, средства обслуживания,  инклюзивность и социальная ответственность.

## Дистанционное обучение
Университет Никосии предлагает более 28 программ дистанционного обучения на уровне бакалавра и магистра. Университет является лауреатом следующих наград, присуждаемых за высокий уровень дистанционного обучения:
1. " UNIQUe Сертификация качества электронного обучения и Выдающееся качество в использовании компьютерных технологий в высшем образовании" (The "UNIQUe Certification for Quality in e-learning and Excellence in use of ICT in Higher Education"), присуждаемая Европейским Фондом гарантий качества электронного обучения (European Foundation for Quality in e-Learning (EFQUEL)).
2. "Знак качества" (The "E-xcellence Label"), присуждаемый Европейской Ассоциацией Университетов дистанционного обучения (European Association of Distance Teaching Universities (EADTU)).
3. 4-х звездный рейтинг в  рейтинге учебных заведений согласно оценке QS Intelligence Unit (The QS Stars "5-Star" rating for Online/Distance Learning following an assessment by the QS Intelligence Unit).

## Территория Университета

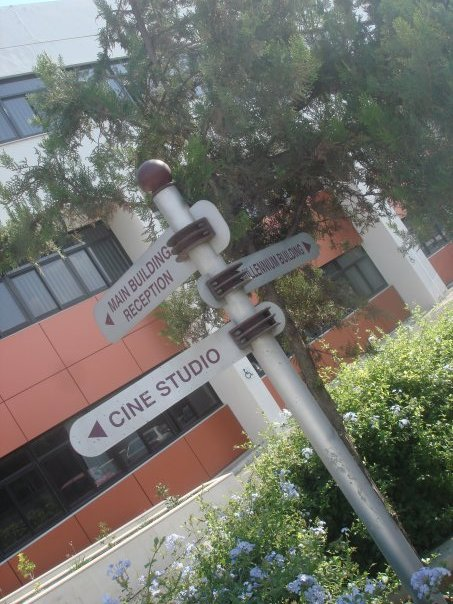
Указатель в Университете номер 2

На территории университета в Никосии располагаются: студенческое общежитие, библиотека, амфитеатр и множество вспомогательных зданий.
Университет делится на 3 части:
- Главный корпус (в свою очередь делящийся на корпусы A и B, где есть био и медаудитории, компьютерные и инженерные центры), в котором есть аудитории, администрация, терминал оплаты, и пр.

- здание Europa (в котором проходят аудитории как простые классные комнаты, а также амфитеатры в подвале, названые в честь знаменитых учёных прошлого — Да Винчи, Галилео и т.п; так же департамент профессиональных курсов, помощи иностранных студентов по визе, департамент дистанционного и совместного обучения, и офисы преподавателей)

- здание Millenium, в котором располагаются в подвале амфитеатры-аудитории по цветовым названием как Red, Yellow, Grey, простые небольшие аудитории, большой кафетерий, исследовательский центр, спорт.зал, студии музыки и танцев, а также конференц-зал.

Снаружи, позади основного главного корпуса находится большой амфитеатр под небом, в котором каждый год проходит награждение студентов степенями (выпускной) и разные культурные мероприятия — концерты, вечера национальностей, студенческие собрания. По правую сторону от амфитеатра находится столовая, по левую — центр для дизайнеров. Большую площадь так же занимает парковка для автомобилей.